# Jean Erdman
Jean Erdman, coinugata Campbell (Honolulu, 1916 – Honolulu, 4 maggio 2020) è stata una coreografa e ballerina statunitense.

## Biografia
Figlia di un pastore e teologo protestante della Nuova Inghilterra, nacque sull'isola di Oahu nel 1916 e cominciò a studiare danza all'Oahu College durante l'infanzia. Dopo aver conseguito il diploma nel 1934 alla Miss Hall's School, studiò al Sarah Lawrence College, dove si laureò nel 1937. Fu al Sarah Lawrence che incontrò due delle persone più influenti nella sua vita: il suo professore Joseph Campbell e la coreografa Martha Graham. Nel 1938 sposò il primo e si unì alla compagnia di danza della seconda, la Martha Graham Dance Company.
Si affermò rapidamente come prima ballerina della compagnia e interprete ideale dell'opera della Graham. Parallelamente alla felice attività sulle scene, studiò coreografia con Louis Horst e nel 1942 fece il suo debutto come coreografa con The Transformations of Medusa. Spronata dal marito e da John Cage, nel 1943 tenne un recital insieme a Merce Cunningham a Chicago, mentre nel resto del decennio creò Daughters of the Lonesome Isle (1945) e Ophelia (1946), entrambi su partiture originali di Cage, Passage (1946), Hamadryad (1948), The Perilous Chapel (1949) e Solstice (1950). Tra il 1949 e il 1951 diresse il dipartimento di danza moderna dell'Università Columbia, mentre nel 1950 esordì a Broadway come coreografa di Intermezzo di Jean Giraudoux.
Tra il 1950 e il 1954 attraversò gli Stati Uniti in una lunga tournée con la sua compagnia, mentre nel 1954 e 1955 danzò in India e Giappone. Nel 1962 portò al debutto nel Greenwich Village una delle sue opere più note, The Coach with the Six Insides, tratto dal Finnegans Wake di James Joyce; il balletto rimase in cartellone per 114 rappresentazioni e le valse un Obie Award. Nel 1972 ottenne un successo a Broadway come coreografa del musical Two Gentlemen of Verona, che rimase in cartellone per due anni e le valse la vittoria del Drama Desk Award e una candidatura al Tony Award alla miglior coreografia.
Rimasta vedova nel 1987, tornò alle Hawaii nel 1995 e vi rimase fino alla morte nel 2020 all'età di 104 anni.